# Südzucker
Südzucker est une entreprise allemande spécialisée dans la production de sucre et qui fait partie de l'indice boursier SDAX. Elle est la première entreprise mondiale en termes de production de sucre (près de 5 millions de tonnes par an).

## Historique

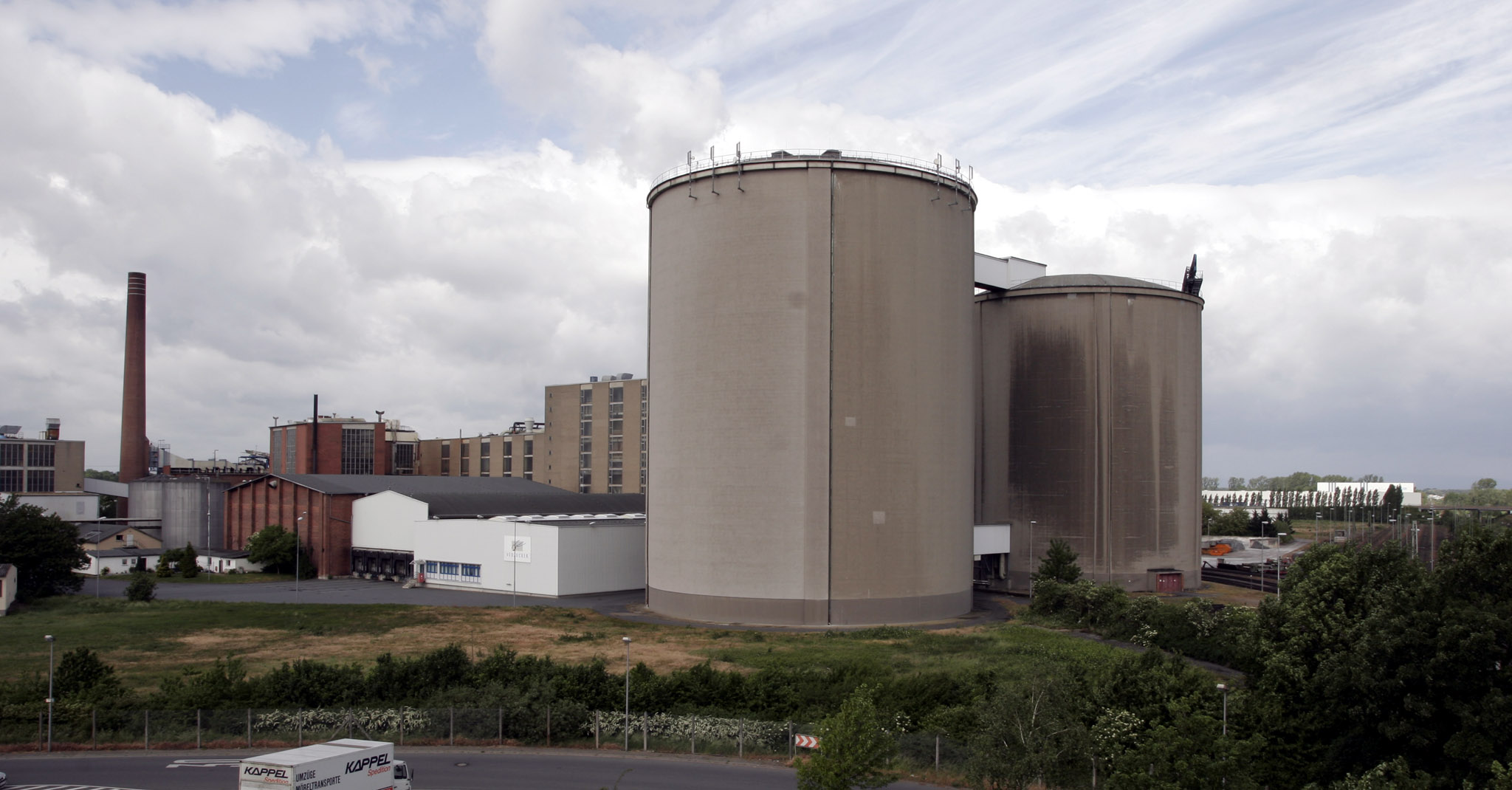
Raffinerie à Groß-Gerau

Südzucker est le nouveau nom de Süddeutsche-Zucker, créée en 1926 de la fusion de plusieurs compagnies régionales (Zuckerfabrik Frankenthal, Frankenthal; Badische Gesellschaft für Zuckerfabrikation, Mannheim; Zuckerfabrik Stuttgart, Stuttgart-Bad Cannstatt). 
Durant la seconde guerre mondiale, les installations furent en grande partie détruites et, après guerre, certaines installations confisquées par les soviétiques. Durant les années 1950, les capacités de production ont été reconstituées. 
En 1988, la société fusionne avec son concurrent Zuckerfabrik Franken de Ochsenfurt.
Après la consolidation sur le marché allemand, la société poursuivit ses acquisitions en Europe :
- 1989 Raffinerie Tirlemontoise, Bruxelles/Belgique
- 1989 Agrana-Beteiligungs, Vienne/Autriche
- 1990 Sucreries d'Allemagne de l'Est, cédées par la Treuhandanstalt
- 1995 Schöller Holding (revendu en 2001 à Nestlé)
- 1996 Freiberger Lebensmittel, Berlin (pizza & pâtes)
- 1997 Nougat Chabert et Guillot[2] (Montélimar, France)

À partir de 1996, Südzucker procède à de nombreuses acquisitions de raffineries de sucre en Europe de l'Est, notamment en Pologne, ainsi que le plus gros producteur de sucre en Europe[réf. nécessaire]. 
En 2001, Südzucker acquiert le producteur français de sucre Saint Louis Sucre pour 1,6 milliard d'euros et devient alors le leader mondial du sucre. Pour financer cette opération, il cède sa filiale Schoeller produisant des glaces avec Nestlé pour 400 millions d'euros,. Südzucker doit également se défaire de la participation de 13,5 % de Saint Louis dans l'espagnol Ebro-Puleva, ainsi que d'ouvrir à la concurrence le marché du sud de l'Allemagne du Sud.
En 2005, 5,2 millions de tonnes de sucre ont été produites (ce qui équivaut à une part de la production de sucre de l'UE-25 de 21,8 %){refnec}.
Le 25 juin 2009, le conseil d'administration de Südzucker décide, avec l'approbation du Conseil de Surveillance, d'émettre un emprunt sur le marché financier. Les obligations seront émises par Südzucker International Finance, une filiale néerlandaise de Südzucker, garanties par Südzucker et convertibles en actions nouvelles ou existantes de Südzucker. Les obligations seront offertes aux investisseurs institutionnels hors États-Unis. Le produit de la vente des obligations convertibles sera utilisé à des fins générales.
En 2012, Südzucker acquiert une participation de 25 % dans l'entreprise britannique ED&F Man pour 255 millions de dollars,.